# Mołtawa
Mołtawa – rzeka w Polsce, na Mazowszu, tzw. Mazowszu Płockim - prawy dopływ Wisły o długości 34 km. 
Powierzchnia zlewni Mołtawy wynosi 242 kilometrów kwadratowych. Wpada do Wisły w miejscowości Kępa Polska w gminie Bodzanów, na 607. kilometrze jej biegu. 
Na początkowym odcinku Mołtawa jest rowem funkcjonującym tylko w okresie wiosennych roztopów i w okresie dużych opadów. Jako stały ciek wodny funkcjonuje od miejscowości Woźniki w gminie Radzanowo - od drogi łączącej Woźniki z Radzanowem, przy której zlokalizowany jest wylot wód z oczyszczalni ścieków komunalnych w Radzanowie. Przepływa przez gminy: Radzanowo, Bulkowo i Bodzanów.
Jest głównym ciekiem jednolitej części wód Mołtawa (PLRW20001727329), której typ określono jako potok nizinny piaszczysty. 
W 2012 roku jej stan ekologiczny mierzony w Kępie Polskiej określono jako dobry (druga klasa jakości). Jest jedną z najczystszych rzek Mazowsza.
Wykorzystując wysoką jakość wód Mołtawy podjęto decyzję o zbudowaniu w Stanowie (gmina Bodzanów) zbiornika retencyjnego, który oddano do użytkowania w 2015 roku. Zbiornik ma powierzchnię wody w linii brzegowej wynoszącą 3,14 ha oraz średnią głębokość ok. 1,5 metra. Dużo większy zbiornik retencyjny planowany jest w miejscowości Kępa Polska - tu może mieć powierzchnię ok. 30 ha i głębokość maksymalną ok. 5,5 metra. Ten zbiornik retencyjny ma mieć wiele funkcji: ochrona przed suszą, bezpieczeństwo powodziowe, rekreacja. Będzie jednym z elementów rozwiązań, które przekształcą miejscowość Kępa Polska w lokalne centrum rekreacji dla obszaru Wysoczyzny Płońskiej - dużego obszaru na Mazowszu, który pozbawiony jest jezior i ośrodków rekreacyjnych.